# Децембарска киша
„Децембарска киша” је југословенски и словеначки филм први пут приказан 29. маја 1990. године. Режирао га је Божо Спрајц а сценарио су написали Марјан Брезовар, Јернеј Новак, Божо Спрајц и Тони Трсар.

## Радња
У револуционарној 1968. години, Стане је активни студентски бунтовник. Мојца је млада девојка, има дечка  Вида, кога је упознала на карневалској забави. Такође се упознаје и са Станетом. Вид је добио позив на служење војног рока, а Стане је успео да избегне одслужење. Током прославе овог догађаја, Мојца и Стане се заљубљују. Када се Вид врати из војске, открива се љубавни троугао. Стане и Мојца се венчавају али Смрт детета и сазнање да је Стане вара са другом женом, Мојцу тера на развод.

## Улоге
| Глумац           | Улога |
| ---------------- | ----- |
| Љерка Белак      |       |
| Данило Бенедичич |       |
| Деметер Битенц   |       |
| Марјана Брецељ   |       |
| Јанез Ержен      |       |
| Теја Глажар      | Дорис |
| Нико Горшич      |       |
| Звоне Хрибар     |       |
| Жељко Хрс        | Марко |
| Бране Иванц      |       |
| Лидија Јенко     |       |
| Изток Јереб      |       |
| Јуре Кавшек      |       |
| Роман Кончар     | Вид   |
| Франц Марковчич  |       |
| Бине Матох       |       |
| Иванка Мезан     | Мати  |
| Звездана Млакар  |       |
| Зоран Море       |       |
| Владо Новáк      |       |

Остале улоге  ▼
| Глумац           | Улога        |
| ---------------- | ------------ |
| Маруса Облак     |              |
| Борис Остан      | Стане Бергер |
| Саша Павчек      |              |
| Игор Побегајло   |              |
| Миро Подјед      |              |
| Радко Полич      | Евген Бергер |
| Зоран Предин     |              |
| Тоња Рахонц      |              |
| Игор Санцин      |              |
| Сречо Шпик       |              |
| Јанез Старина    | Уредник      |
| Златко Шугман    |              |
| Александер Валич |              |
| Ирена Варга      |              |
| Аленка Видрих    |              |
| Аленка Випотник  |              |
| Војко Зидар      | Миран        |
| Метода Зорчич    |              |